# Timelkam
Timelkam là một đô thị thuộc huyện Vöcklabruck thuộc bang Oberösterreich, Áo. Đô thị Timelkam có diện tích 18 km², dân số thời điểm năm 2006 là người.